# Tonkinodentus lestes
Tonkinodentus lestes är en mångfotingart som beskrevs av Anatoly A. Schileyko 1992. Tonkinodentus lestes ingår i släktet Tonkinodentus och familjen Cryptopidae.
Artens utbredningsområde är Vietnam. Inga underarter finns listade i Catalogue of Life.